# Data 3 Cisco Racing Team p/b Scody
Data #3 Cisco Racing Team p/b Scody ist ein australisches Radsportteam mit Sitz in Broadwater.
Die Mannschaft wurde 2015 gegründet und nimmt als Continental Team an den UCI Continental Circuits teil. Manager ist Terence Bonner, der von den Sportlichen Leitern Philip Richards und Peter Zijerveld unterstützt wird.

## Saison 2016

### Erfolge in der UCI Asia Tour
Bei den Rennen der UCI Asia Tour im Jahr 2016 gelangen dem Team nachstehende Erfolge.
| Datum      | Rennen                      | Kat. | Fahrer        |
| ---------- | --------------------------- | ---- | ------------- |
| 6. August  | 1. Etappe Tour de Singkarak | 2.2  | Dylan Newbery |
| 12. August | 6. Etappe Tour de Singkarak | 2.2  | Saxon Irvine  |

### Abgänge – Zugänge
| Zugänge        | Team 2015 | Abgänge        | Team 2016 |
| -------------- | --------- | -------------- | --------- |
| Samuel Volkers | Neoprofi  | Chris Jory     | Unbekannt |
|                |           | James Mowatt   | Unbekannt |
|                |           | Tyler Spurrell | Unbekannt |
|                |           | Marc Williams  | Unbekannt |
|                |           | Michael Cupitt | Unbekannt |

### Mannschaft
| Teamkader 2016                            | Teamkader 2016    | Teamkader 2016 | Teamkader 2016  |
| Name                                      | Geburtsdatum      | Land           | Vorheriges Team |
| ----------------------------------------- | ----------------- | -------------- | --------------- |
| Adam Allen                                | 8. Juni 1990      | Australien     |                 |
| Kyle Bridgwood                            | 23. Februar 1989  | Australien     |                 |
| Craig Evers                               | 8. Juni 1990      | Australien     |                 |
| Alex Grunke                               | 4. Juni 1993      | Australien     |                 |
| Thomas Hubbard                            | 13. Juni 1991     | Neuseeland     | Subway (2011)   |
| Saxon Irvine                              | 5. Dezember 1986  | Australien     |                 |
| David Melville                            | 27. November 1987 | Australien     |                 |
| Dylan Newbery                             | 10. März 1994     | Australien     |                 |
| Ryan Thomas                               | 2. Februar 1995   | Australien     |                 |
| Scott Thomas                              | 22. Dezember 1990 | Neuseeland     |                 |
| Samuel Volkers                            | 13. Juli 1992     | Australien     |                 |
|                                           |                   |                |                 |
| Quellen: ProCyclingStats Cycling Archives |                   |                |                 |

Anmerkung: Adam Allen

## Saison 2015

### Erfolge in der UCI Asia Tour
Bei den Rennen der UCI Asia Tour im Jahr 2015 gelangen dem Team nachstehende Erfolge.
| Datum       | Rennen                         | Kat. | Fahrer      |
| ----------- | ------------------------------ | ---- | ----------- |
| 31. Oktober | 1. Etappe Tour of Borneo (EZF) | 2.2  | Craig Evers |

### Erfolge in der UCI Oceania Tour
Bei den Rennen der UCI Oceania Tour im Jahr 2015 gelangen dem Team nachstehende Erfolge.
| Datum      | Rennen                              | Kat. | Fahrer      |
| ---------- | ----------------------------------- | ---- | ----------- |
| 30. Januar | 2. Etappe New Zealand Cycle Classic | 2.2  | Craig Evers |

### Mannschaft
| Name                | Geburtstag         | Nationalität | Team 2014                             |
| ------------------- | ------------------ | ------------ | ------------------------------------- |
| Adam Allen          | 8. Juni 1990       | Australien   | Neoprofi                              |
| Kyle Bridgwood      | 23. Februar 1989   | Australien   | Neoprofi                              |
| Ben Carman 1        | 22. Juni 1995      | Australien   | Neoprofi                              |
| Michael Cupitt      | 20. März 1982      | Australien   | Team Budget Forklifts (2013)          |
| Craig Evers         | 8. Juni 1990       | Australien   | Neoprofi                              |
| Alex Grunke         | 4. Juni 1993       | Australien   | Neoprofi                              |
| Chris Jory          | 12. März 1987      | Australien   | Doltcini-Flanders (2013)              |
| Elliot Kippen 1     | 9. September 1993  | Australien   | Neoprofi                              |
| Riley Maule 1       | 11. Oktober 1990   | Australien   | Neoprofi                              |
| David Melville      | 27. November 1987  | Australien   | Neoprofi                              |
| James Mowatt        | 28. Mai 1990       | Australien   | African Wildlife Safaris Cycling Team |
| Callum O’Sullivan 1 |                    | Australien   | Neoprofi                              |
| Tyler Spurrell      | 14. September 1992 | Australien   | African Wildlife Safaris Cycling Team |
| Ryan Thomas         | 2. Februar 1995    | Australien   | Neoprofi                              |
| Scott Thomas        | 22. Dezember 1990  | Neuseeland   | Neoprofi                              |
| Marc Williams       | 10. Mai 1984       | Australien   | Team Budget Forklifts                 |

## Platzierungen in UCI-Ranglisten
UCI Asia Tour
| Saison | Mannschaftswertung | Fahrerwertung        |
| ------ | ------------------ | -------------------- |
| 2015   | -                  | -                    |
| 2016   | 63.                | Dylan Newbery (289.) |

UCI Oceania Tour
| Saison | Mannschaftswertung | Fahrerwertung      |
| ------ | ------------------ | ------------------ |
| 2015   | 5.                 | Craig Evers (12.)  |
| 2016   | 6.                 | Saxon Irvine (23.) |